# Rali de Portugal de 1980
A 14ª edição do Rali de Portugal Vinho do Porto, foi a terceira prova da temporada da FIA e decorreu entre 4 e 9 de março de 1980. O evento foi ganho pela dupla alemã Walter Röhrl e Christian Geistdörfer, após 47 provas especiais classificativas, perfazendo 673,50 km de troços cronometrados.

## Etapas
| Dia   | Data                               | Classificativas | Distância competitiva |
| ----- | ---------------------------------- | --------------- | --------------------- |
| 1     | 4ª feira, 5 e 5ª feira, 6 de março | 15              | 170,00 km             |
| 2     | 5ª feira, 6 de março               | 8               | 137,00 km             |
| 3     | 6ª feira, 7 e sábado, 8 de março   | 15              | 300,50 km             |
| 4     | sábado, 8 e domingo, 9 de março    | 9               | 66,00 km              |
|       |                                    |                 |                       |
| Total | Total                              | 47              | 673,50 km             |

## Classificativas especiais
| Dia            | Especial | Nome              | Distância | Vencedor         | Tempo | Líder da Prova   |
| -------------- | -------- | ----------------- | --------- | ---------------- | ----- | ---------------- |
| 1º Dia (5 Mar) | SS1      | Lagoa Azul 1      | 5.00km    | Bernard Darniche | 2:23  | Bernard Darniche |
| 1º Dia (5 Mar) | SS2      | Peninha 1         | 6.50km    | Bernard Darniche | 3:54  | Bernard Darniche |
| 1º Dia (5 Mar) | SS3      | Lagoa Azul 2      | 5.00km    | Bernard Darniche | 2:20  | Bernard Darniche |
| 1º Dia (5 Mar) | SS4      | Peninha 2         | 6.50km    | Bernard Darniche | 3:50  | Bernard Darniche |
| 1º Dia (5 Mar) | SS5      | Montejunto        | 8.00km    | Markku Alén      | 4:54  | Bernard Darniche |
| 1º Dia (5 Mar) | SS6      | São Pedro de Moel | 7.50km    | Bernard Darniche | 3:32  | Bernard Darniche |
| 1º Dia (5 Mar) | SS7      | Figueira da Foz   | 9.00km    | Bernard Darniche | 4:40  | Bernard Darniche |
| 1º Dia (5 Mar) | SS8      | Relvas/Lousã 1    | 23.00km   | Markku Alén      | 17:51 | Bernard Darniche |
| 1º Dia (5 Mar) | SS9      | Candosa 1         | 6.50km    | Ari Vatanen      | 5:05  | Bernard Darniche |
| 1º Dia (5 Mar) | SS10     | Buçaco 1          | 14.50km   | Ari Vatanen      | 10:07 | Markku Alén      |
| 2º Dia (6 Mar) | SS11     | Relvas/Lousã 2    | 23.00km   | Ari Vatanen      | 19:17 | Ari Vatanen      |
| 2º Dia (6 Mar) | SS12     | Candosa 2         | 6.50km    | Ari Vatanen      | 5:14  | Ari Vatanen      |
| 2º Dia (6 Mar) | SS13     | Buçaco 2          | 14.50km   | Ari Vatanen      | 10:38 | Ari Vatanen      |
| 2º Dia (6 Mar) | SS14     | Préstimo          | 10.00km   | Ari Vatanen      | 9:00  | Ari Vatanen      |
| 2º Dia (6 Mar) | SS15     | Freita            | 24.50km   | Markku Alén      | 19:20 | Markku Alén      |
| 2º Dia (6 Mar) | SS16     | Ponte de Lima 1   | 22.00km   | Markku Alén      | 17:45 | Markku Alén      |
| 2º Dia (6 Mar) | SS17     | Portela 1         | 8.00km    | Walter Röhrl     | 6:44  | Markku Alén      |
| 2º Dia (6 Mar) | SS18     | São Lourenço 1    | 27.00km   | Markku Alén      | 25:51 | Markku Alén      |
| 2º Dia (6 Mar) | SS19     | Orbacém 1         | 11.50km   | Markku Alén      | 8:26  | Markku Alén      |
| 2º Dia (6 Mar) | SS20     | Ponte de Lima 2   | 22.00km   | Markku Alén      | 19:02 | Markku Alén      |
| 2º Dia (6 Mar) | SS21     | Portela 2         | 8.00km    | Henri Toivonen   | 6:34  | Markku Alén      |
| 2º Dia (6 Mar) | SS22     | São Lourenço 2    | 27.00km   | Henri Toivonen   | 25:49 | Markku Alén      |
| 2º Dia (6 Mar) | SS23     | Orbacém 2         | 11.50km   | Markku Alén      | 8:24  | Markku Alén      |
| 3º Dia (7 Mar) | SS24     | Fafe              | 8.00km    | Walter Röhrl     | 6:20  | Markku Alén      |
| 3º Dia (7 Mar) | SS25     | Cabreira          | 26.50km   | Walter Röhrl     | 20:36 | Walter Röhrl     |
| 3º Dia (7 Mar) | SS26     | Nª Srª da Graça   | 40.00km   | Markku Alén      | 32:50 | Walter Röhrl     |
| 3º Dia (7 Mar) | SS27     | Marão             | 36.00km   | Walter Röhrl     | 28:38 | Walter Röhrl     |
| 3º Dia (7 Mar) | SS28     | Vila Real         | 6.00km    | Markku Alén      | 2:43  | Walter Röhrl     |
| 3º Dia (7 Mar) | SS29     | Vinho do Porto    | 7.00km    | Walter Röhrl     | 4:59  | Walter Röhrl     |
| 3º Dia (7 Mar) | SS30     | Lamego            | 17.50km   | Markku Alén      | 11:19 | Walter Röhrl     |
| 3º Dia (7 Mar) | SS31     | Mões              | 15.00km   | Walter Röhrl     | 12:51 | Walter Röhrl     |
| 3º Dia (7 Mar) | SS32     | Viseu             | 26.50km   | Markku Alén      | 18:31 | Walter Röhrl     |
| 3º Dia (7 Mar) | SS33     | Arganil 1         | 42.00km   | Walter Röhrl     | 35:14 | Walter Röhrl     |
| 4º Dia (8 Mar) | SS34     | Candosa 3         | 6.50km    | Ove Andersson    | 5:56  | Walter Röhrl     |
| 4º Dia (8 Mar) | SS35     | Lousã 1           | 10.50km   | Walter Röhrl     | 8:48  | Walter Röhrl     |
| 4º Dia (8 Mar) | SS36     | Arganil 2         | 42.00km   | Walter Röhrl     | 33:13 | Walter Röhrl     |
| 4º Dia (8 Mar) | SS37     | Candosa 4         | 6.50km    | Ove Andersson    | 6:08  | Walter Röhrl     |
| 4º Dia (8 Mar) | SS38     | Lousã 2           | 10.50km   | Walter Röhrl     | 8:50  | Walter Röhrl     |
| 4º Dia (8 Mar) | SS39     | Lagoa Azul 3      | 5.00km    | Walter Röhrl     | 2:34  | Walter Röhrl     |
| 4º Dia (8 Mar) | SS40     | Peninha 3         | 6.50km    | Walter Röhrl     | 4:14  | Walter Röhrl     |
| 4º Dia (8 Mar) | SS41     | Sintra 1          | 10.50km   | Walter Röhrl     | 7:22  | Walter Röhrl     |
| 4º Dia (8 Mar) | SS42     | Lagoa Azul 4      | 5.00km    | Markku Alén      | 2:33  | Walter Röhrl     |
| 4º Dia (8 Mar) | SS43     | Peninha 4         | 4.14km    | Markku Alén      | 4:13  | Walter Röhrl     |
| 4º Dia (8 Mar) | SS44     | Sintra 2          | 10.50km   | Walter Röhrl     | 7:21  | Walter Röhrl     |
| 5º Dia (9 Mar) | SS45     | Lagoa Azul 5      | 5.00km    | Walter Röhrl     | 2:38  | Walter Röhrl     |
| 5º Dia (9 Mar) | SS46     | Peninha 5         | 4.14km    | Walter Röhrl     | 4:11  | Walter Röhrl     |
| 5º Dia (9 Mar) | SS47     | Sintra 3          | 10.50km   | Walter Röhrl     | 7:12  | Walter Röhrl     |

## Resultados
| Pos.                | Piloto              | Co-Piloto             | Carro                | Tempo               | Diferença           | Pontos              |
| Classificação Geral | Classificação Geral | Classificação Geral   | Classificação Geral  | Classificação Geral | Classificação Geral | Classificação Geral |
| ------------------- | ------------------- | --------------------- | -------------------- | ------------------- | ------------------- | ------------------- |
| 1.                  | Walter Röhrl        | Christian Geistdörfer | Fiat 131 Abarth      | 8:45:35             | 0.0                 | 20                  |
| 2.                  | Markku Alén         | Ilkka Kivimäki        | Fiat 131 Abarth      | 8:59:54             | + 14.19             | 15                  |
| 3.                  | Guy Fréquelin       | Jean Todt             | Talbot Sunbeam Lotus | 9:16:04             | + 30.29             | 12                  |
| 4.                  | Björn Waldegård     | Hans Thorszelius      | Mercedes 450 SLC 5.0 | 9:29:22             | + 43.47             | 10                  |
| 5.                  | Ingvar Carlsson     | Claes Billstam        | Mercedes 450 SLC 5.0 | 9:40:22             | + 54.47             | 8                   |
| 6.                  | Ove Andersson       | Henry Liddon          | Toyota Celica 2000GT | 9:54:51             | + 1:09.16           | 6                   |
| 7.                  | Carlos Torres       | António Morais        | Ford Escort RS2000   | 10:08:13            | + 1:22.38           | 4                   |
| 8.                  | Jorge Recalde       | Horacio Moyano        | Ford Escort RS       | 10:49:39            | + 2:04.04           | 3                   |
| 9.                  | 'Ray'               | Pierre Gandolfo       | Ford Escort RS       | 11:09:22            | + 2:23.47           | 2                   |
| 10.                 | Maciej Stawowiak    | Ryszard Żyszkowski    | FSO Polonez 2000     | 11:15:34            | + 2:29.59           | 1                   |